# Neumayer Glacier
Neumayer Glacier är en glaciär i Sydgeorgien och Sydsandwichöarna (Storbritannien). Den ligger i den nordvästra delen av Sydgeorgien och Sydsandwichöarna. Neumayer Glacier ligger 55 meter över havet.
Terrängen runt Neumayer Glacier är kuperad åt nordost, men åt sydväst är den bergig. Havet är nära Neumayer Glacier österut.  Trakten runt Neumayer Glacier består i huvudsak av gräsmarker.